# Ensanche de Vallecas
Ensanche de Vallecas, também chamado de PAU de Vallecas (Plan de Actuación Urbanística de Vallecas) é um bairro de Madrid (Espanha) no distrito de Villa de Vallecas. Está localizado ao sudeste da cidade. Foi constituído como bairro administrativo em 2017.

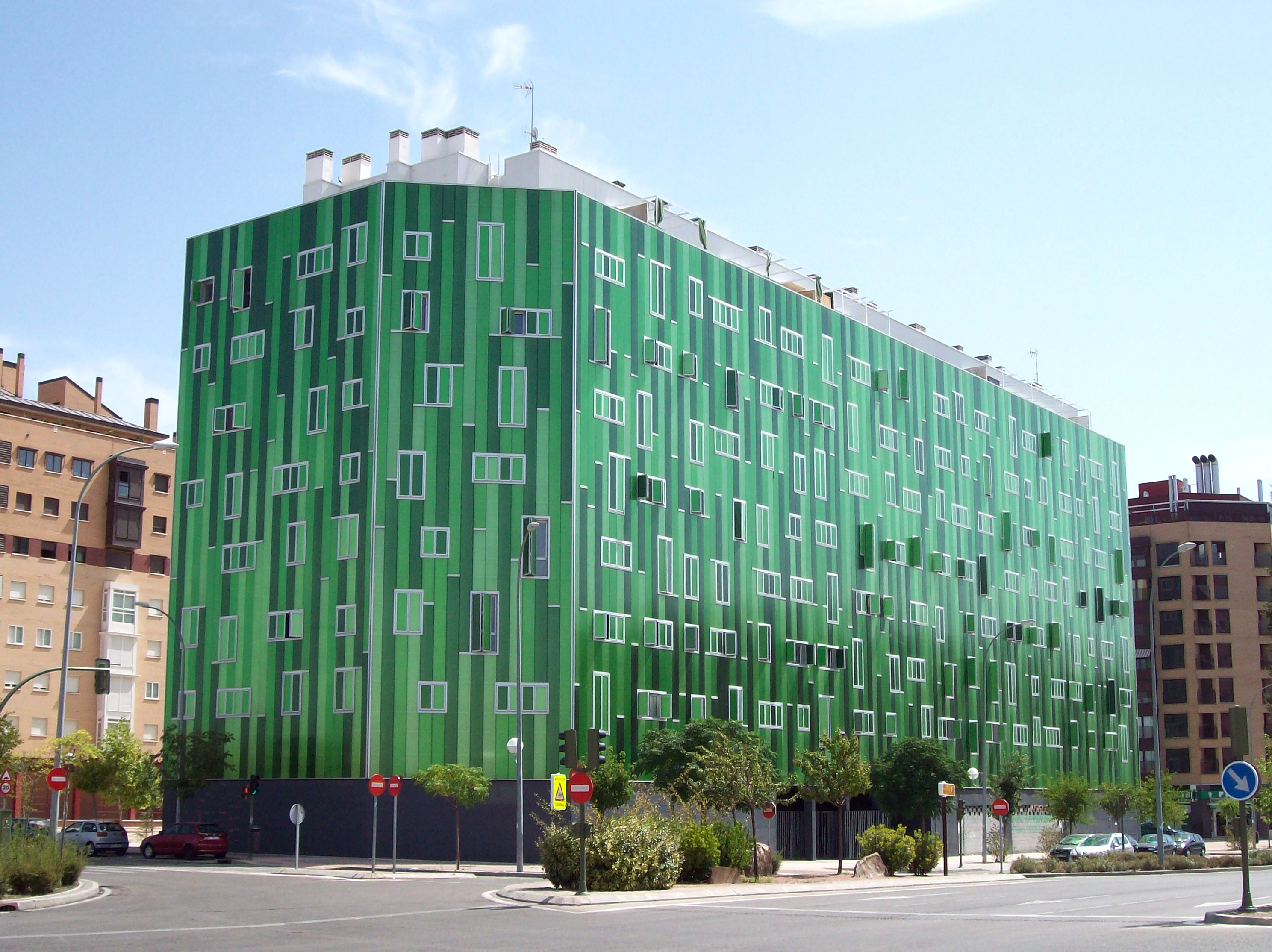

Criado em meados da década de 1990 com a intenção de expandir a cidade, o projeto para a urbanização completa estava previsto para o ano de 2004, porém, estendeu-se além do previsto.
Em 2011, com a crise econômica espanhola e a falta de crédito imobiliário, o Ensanche de Vallecas tem se tornado, aos poucos, um bairro fantasma, pois vários prédios em construções tiveram suas obras interrompidas e apartamentos e escritórios já concluídos estão ficando vazios.